# Pansarmaskar
Pansarmaskar (Kinorhyncha) är djur som nästan alltid är mindre än 1 mm långa. De lever i havet och kan finnas på djup ända ner till 8000 m. Kroppen består av 13 olika segment som är täckta av plattor. Det finns 150 kända arter av Kinorhyncha.